# 田口華
田口 華（たぐち はな、2000年3月4日 - ）は、日本の女優、モデル、元アイドル。さくら学院、虎姫一座の元メンバー。ディスカバリー・ネクスト所属で、過去の所属事務所はアミューズ。長野県長野市出身（生まれは東京都葛飾区）。

## 略歴
2008年、小学館「ぷっちぐみ」読者モデル準グランプリを受賞する。2009年、「ちゃおガールオーディション☆2009」で準グランプリを受賞し、アミューズに所属する。
2011年7月、女性アイドルグループさくら学院に転入、さくら学院のクラブ活動（派生ユニット）ではクッキング部（ミニパティ）、テニス部（Pastel Wind）、プロレス同好会のメンバーとして活動。さくら学院から“留学生”としてアイドリング!!!へ参加（「ミルキーガール」（「サマーライオン」c/w）への楽曲参加）。
2014年4月、着せ替え人形リカちゃんのシリーズ「原宿ガールズスクール」において、リカ、ツバサ、ミサキの3人がアイドルグループ「HGS」として1stシングル「ミニヨン☆パピヨン」でデビュー。ツバサの歌パート担当として活動を開始。同年のさくら学院2014年度転入式で、気合委員長に就任した。
2015年3月29日、さくら学院を卒業、4月1日から浅草のアミューズカフェシアターを拠点とする昭和歌謡のリバイバルをコンセプトとするユニット「虎姫一座」に研究生として加入した。
2017年5月3日、虎姫一座の研究生から準メンバーに昇格した。
2019年7月31日、浅草での虎姫一座の活動が休止した。これによりメンバーとしての活動を終了し、アミューズとの契約も終了した。
2021年、橋本環奈が所属するディスカバリー・ネクストに所属した。
2024年2月、集英社『週刊プレイボーイ』2024年3月11日号No.11にて初めて水着グラビアを掲載。

## 人物
好きな食べ物は、貝ひも、イカソーメン。苦手なことはアドリブであり、おとなしく人見知りな性格であったが「見た目と中身のギャップを隠し持っている」とも言われていた。憧れの人はアントニオ猪木、樫野有香（Perfume）。この世界に入ったきっかけは「ぷっちぐみ」の表紙を飾った飯田來麗に憧れ、「ぷっちぐみ」モデルに応募したのが第一歩。尊敬する人は中元すず香。好きな言葉は「迷わず行けよ、行けばわかるさ」。特技はクラシックバレエ。3姉妹の長女、同じくアミューズに所属していた田口乙葉は実妹。

### プロレス
大のプロレス好きであり、好きになったきっかけはプロレス好きである父親の影響が強く、田口が小学6年生のときにプロレスラーと仕事で共演して以降興味を持つようになる。プロレスを観るようになるまでは、「あまり感情豊かな人間ではなかった」と話しており、プロレスを観るようになって以降はプロレスが自分の「喜怒哀楽」の源になってる気がすると話している。
新日本プロレスが好きで、理由は「エンターテイメントを感じさせてくれる」と述べている。一番好きな選手はオカダ・カズチカであり、オカダのことを「存在自体が“魅力の塊”」と話している。さくら学院では、「プロレス同好会」を作りメンバーの磯野莉音をプロレス会場に連れて行くなどした。新日本プロレスが2016年1月4日に開催する『1.4東京ドーム大会（レッスルキングダム）』では、同大会を応援する「イッテンヨン大使」に就任した。なお『1.4（レッスルキングダム）』には、2015年までに3年連続で観戦しているという。

## 作品

### 参加作品
- アイドリング!!!「サマーライオン」（2013年8月7日）

3. ミルキーガール（初回限定盤Cに収録）
- HGS「ミニヨン☆パピヨン」（2014年4月16日）、「ONE CHECK SWEETNESS」（2014年7月16日）

リカパート・堀内まり菜、ツバサパート・田口華、ミサキパート・野津友那乃

## 出演

### テレビドラマ
- 時々迷々「戦え最強お父さん」（2011年5月27日、NHK Eテレ） - 大河アキラ 役

### バラエティー
- ミューサタ「Tokyo Idol Festival 2014特集」（2014年7月4日・11日・18日・25日、フジテレビ）
- 天才てれびくんhello,（2020年7月6日・7日・8日、12月9日、NHK Eテレ）

### CM・PV・イメージガール
- 西松屋「7days Fashion2011秋篇」（2011年9月）
- 西松屋「7days Fashion2011冬篇」（2011年11月）
- ちゃお（2011年11月号・2012年5月号・2012年8月号、2013年1月号）
- 日本橋三越「華小袖2022」振袖モデル（2021年11月－2022年3月）
- 宮城学院女子大学イメージムービー（2022年6月）
- スタジオガーネット 振袖モデル（2022年6月）
- キャンメイクCM「ハードル篇」30秒（2023年）
- ワンピースカードゲームCM （2023年）
- 白馬乗鞍温泉スキー場 HAKUNORI STAY 〜女子旅編〜（2023年）
- 牛角　CM （2023年）
- 京王neo bank広告モデル（2023年）

### ラジオ
- もちこみ!（2012年12月10日、RKBラジオ） - 武藤彩未・佐藤日向と出演
- ラジオアミューズメントパーク 「富田麻帆のまほらばラジオ」（2012年2月15日、IBC岩手放送 ほか） - 武藤彩未と出演
- ラジオアミューズメントパーク 「アイドルポップステージ」（2013年3月7日、IBC岩手放送 ほか） - 飯田來麗と出演
- 真夜中のハーリー&レイス（2013年7月2日、ラジオ日本）
- ミュ〜コミ+プラス（2014年3月19日、ニッポン放送） - 堀内まり菜・佐藤日向と出演
- 真夜中のハーリー&レイス4周年記念興行（2014年7月1日、ラジオ日本）

### 虎姫一座
- これが浅草レヴュー「虎姫一座」だ!〜60年代を突っ走れ!〜（2015年－2019年）

### 舞台
- レディ･ア･ゴーゴー!!2020（2020年12月） - 主演
- 白い星～しろいヒカリ～（2021年2月）
- コトバノコトバ（2021年3月）
- ヒロイン（2021年4月）
- ガスマスクの伊藤さん。(2021年6月) - 主演
- 漢のピリオド.〜The Last Stage〜（2021年9月）
- カルテットルーム（2021年10月）
- 放課後戦記〜血塗られた首謀者〜（2021年8月、10月）
- シェイクスピア様ご乱心（2021年12月）
- 素敵なカミングアウト（2022年5月） - 城ケ崎舞子 役
- オオカミの誘惑（2022年7月、銀座博品館）
- 放課後戦記2022（2022年11月・12月）-　宝示戸顕乃 役
- 朗読劇「美男ペコパンと悪魔」（2023年3月） - ボールドゥール 役[18]
- 舞台「宇宙よりも遠い場所」（2023年5月） - 高橋めぐみ役
- ミュージカル「モンタージュ〜届けたい一通のラブレター〜」（2023年9月）-ヒロイン
- カルネアデスの感触（2023年10月）-ヒロイン
- MIANEYO（2024年3月）[19]
- 放課後戦記2024（2024年7月7日～15日、シアター・アルファ東京）-　都解未明 役
- Episode 犬紀村（2024年10月） - ヒロイン・ココ 役[20][21]
- 私たちはまだまだ平気（2024年12月）[22]-主演・逢坂凪役
- unknown BET～キャロルの旋律～（2025年1月）-ヒロイン・アリス役
- 愛憐記（2025年3月）-主演・鵙屋琴（春琴）役
- 舞台「あの空はキミの中〜Play ball, never cry!〜」（2025年4月） - 主演・陽向 役[23]
- 超次元ミュージカル「ネプテューヌ」Re:BOOT!!（2025年10月〈予定〉） - ノワール 役[24][25]

### 雑誌
- ぷっちぐみ（小学館）
- ちゃお（小学館）
- 「G1 CLIMAX 23」特製パンフレット（2013年8月） - 『G1』優勝大予想アンケート!!
- CHAOS COMPLETE BOOK（2013年10月、イースト・プレス） - 二階堂綾乃、KOTAOとの“CHAOS女子会”座談会
- アイドル最前線2014（2014年2月、洋泉社MOOK）） - 堀内まり菜と対談
- 月刊エンタメ（2014年3月号） - 田口華が選ぶ「プロレス名言BEST5」
- 月刊エンタメ（2014年4月号） - 田口華が語る「闘魂三銃士」
- 「語れ! 新日本プロレス」ベストムックシリーズ・43（2014年5月26日、KKベストセラーズ）
- 週刊ヤングジャンプ（2016年No.32 7月21日号、集英社） - 「W田口のギタるぜ! 新日本プロレス!!」田口隆祐との競演[26]

### インターネット配信
- プロレス行こうぜ!イッテンヨン直前特番（2016年1月4日、新日本プロレスワールド）
- NJPW INVITAITON #1・#3・#4（2016年3月1日・4月30日・5月19日、新日本プロレスYoutubeチャンネル、新日本プロレスワールド）[27]
- Perfume「"P.O.P" Festival」内のトーク番組「ライブナタリー Presents RESPECT! トークライブ ～Perfume～」（2020年9月）

### その他
- ちゃおちゃおTV! winter special2012（2012年2月10日・2月17日、CSキッズステーション）
- 読売KODOMO新聞
- 真夜中のハーリー&レイス4周年記念興行（2014年6月22日、吉祥寺 キチム） - 出演:オカダ・カズチカ、高田漣、田口華 / 司会：清野茂樹
- 俺のイッテンヨン! NO NJPW, NO LIFE. タワレコ新宿大会（2014年12月28日、タワーレコード新宿店） - 出演:オカダ・カズチカ、田口華、磯野莉音
- 大プロレス祭り2015 プ女子的“イッテンヨン”大予想会（2015年1月3日、ディファ有明） - 出演：元井美貴、二階堂綾乃、白川未奈、田口華 MC：清野茂樹[28]
- はなLIVE -20Year Anniversary-（2020年8月）
- 緊急開催!若手女優達が阿佐ヶ谷ロフト A 救済の為にトークしたりするイベント vol.10 みんなで見よう!!映画「ガスマスクの伊藤さん」~伊藤レナの願い事~（2021年12月、阿佐ヶ谷ロフトA）
- 朗読劇 GIRLS Reading Theater「童話シリーズ」in ASAKUSA（2022年1月、浅草花劇場）
- トークイベント はな ～ FAN MEETING ~ VOL.1（2022年1月）
- 若手女優たちがトークしたりするイベント vol.28（2022年9月11日、阿佐ヶ谷ロフトA）
- 飯田らうら 26th BIRTHDAY EVENT（2024年4月13日、MUSEモード音楽学院本館） - 第2部ゲスト